# Novoplatonismus
Novoplatonismus (někdy také neoplatonismus) je poslední ucelený systém antické filosofie, který vznikl koncem 2. století a trval do 6. století. Nejedná se jen o obnovení Platónovy filosofie, ale o systém, který vedle platónské filosofie s velkou spekulativní silou shrnuje také ostatní hlavní směry antické filosofie (s výjimkou epikureismu), jakož i náboženské a mystické myšlenky, a to i orientální.

## Vývoj
Ammónios Sakkás z Alexandrie je považován za přímého předchůdce a kýmsi i za zakladatele novoplatonismu. O jeho učení není v podstatě nic známo a vlastní novoplatónský systém vytvořil jeho žák Plótínos, jehož spisy pak vydal Porfyrios. Plótínos ani ostatní novoplatonici se nepovažovali za tvůrce nového systému, ve skutečnosti však na Platóna nejen navazovali, ale zároveň přinášeli do řecké filosofie zcela nový prvek – mystiku.
Později se vydělilo několik škol, mezi ně patří zejména:
- syrská škola – hlavní představitelem Iamblichos z Chalkidy
- athénská škola – navazovala na syrskou školu, hlavním představitelem Proklos, který novoplatonské učení do detailů propracoval. Škola však zaujímala nesmiřitelně protikřesťanské postoje, soustředila se na theurgie, takže ji křesťané považovali za kouzelnické hnízdo, kterého se báli. Na rozdíl od školy v Alexandrii nenašla způsob, jak koexistovat s křesťany, takže byla nakonec roku 529 byzantským císařem Justiniánem I. uzavřena.
- alexandrijská škola – v raném období je známou představitelkou Hypatia z Alexandrie, zavražděná křesťany, v pozdějším období škola proslula především tím, že se soustředila na komentování Aristotela. Simplikios nás informuje, že křesťan Filoponos mohl studovat v alexandrijské akademii zřejmě na základě dohody mezi alexandrijským biskupem a Ammoniem Hermeiem. Také obviňuje Ammónia z toho, že spolupracoval s křesťany. Kromě tolerantnějšího prostředí i postupné zaměření na komentáře Aristotela a tedy směřování alexandrijské akademie k všeobecněvzdělávací instituci bylo tím, co jí umožnilo další existenci. A to i po známém Justiniánově ediktu.
- západní novoplatonismus – důležité postavy křesťanského novoplatonismu Marius Victorinus, Augustinus Aurelius a Boëthius.

## Učení
- Emanace – Novoplatonské učení lze charakterizovat jako idealistický monismus. Boha nazývá Plótínos Jedno, Dobro, První, Nejvyšší. Bůh sám aktivně nestvořil svět. Vše vzniklo z nejvyšší bytosti jakýmsi vyzařováním, přetékáním, emanací. Vyzařování bylo postupné, proto i dnes existují věci stupňovitě uspořádány co do dokonalosti.
- Mystika – Také lidské duše pocházejí od Boha. Oddělily se tímto vyzařováním, ale oddělením také ztratily na božské dokonalosti. Smyslem lidského života by mělo být dosažení opětovného sjednocení duše s Bohem, z něhož vzešla. Nejjistější cesta, která k tomu vede, je ponoření se do sebe sama, do toho božského, co je v nás, jakési „sebezapomínající se“ odevzdání, extáze, v níž dojde k sjednocení s Bohem.